# 3490 Šolc
A 3490 Šolc (ideiglenes jelöléssel 1984 SV) a Naprendszer kisbolygóövében található aszteroida. Antonín Mrkos fedezte fel 1984. szeptember 20-án.